# Szołtoziero

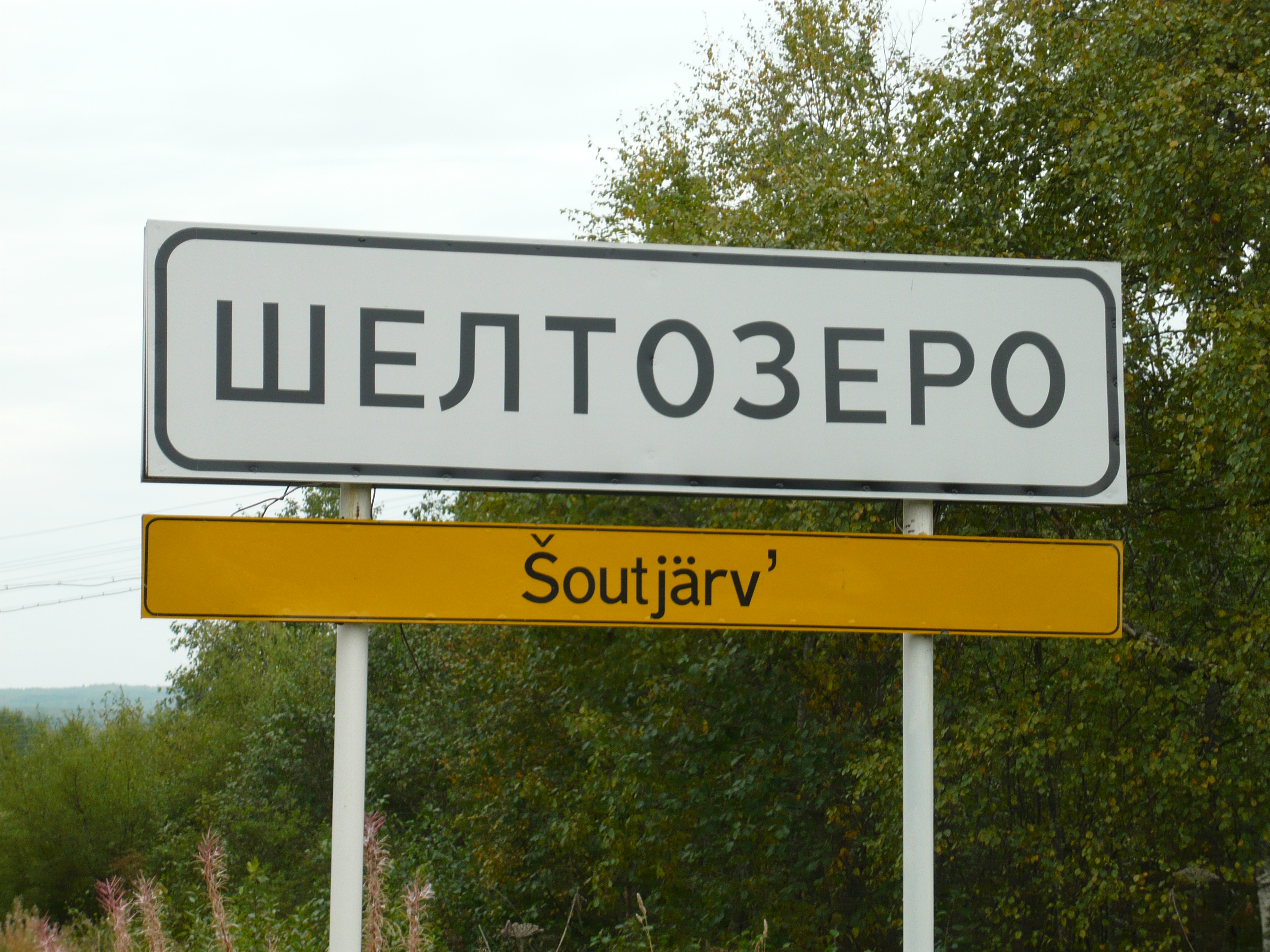
dwujęzyczna tablica przy wjeździe do osady

Szołtoziero (ros. Шёлтозеро, karelski Šoutjärvi, wepski Šoutjärv`, fiński Soutjärvi) – wieś w rejonie prionieżskim, na południu rosyjskiej Republiki Karelii, ośrodek administracyjny autonomii północnych Wepsów - Wepskiej Gminy Narodowej.
Osadę leżącą nad jeziorem Onega zamieszkuje ok. 1200 mieszkańców, głównie Rosjan.